# Saturn Award de la meilleure série télévisée d'horreur
Le Saturn Award de la meilleure série télévisée d'horreur (Saturn Award for Best Horror Television Series) est une récompense télévisuelle décernée chaque année depuis 2016 par l'Académie des films de science-fiction, fantasy et horreur (Academy of Science Fiction Fantasy & Horror Films).

## Palmarès

### Années 2010
- 2016 : The Walking Dead
  - American Horror Story: Hotel
  - Ash vs. Evil Dead
  - Fear the Walking Dead
  - Salem
  - The Strain
  - Teen Wolf

- 2017 : The Walking Dead
  - American Horror Story : Roanoke
  - Ash vs. Evil Dead
  - The Exorcist
  - Fear the Walking Dead
  - Teen Wolf
  - The Vampire Diaries

- 2018 : The Walking Dead
  - American Horror Story: Cult
  - Ash vs Evil Dead
  - Fear the Walking Dead
  - Preacher
  - The Strain
  - Teen Wolf

- 2019[1] : The Walking Dead
  - American Horror Story: Apocalypse
  - A Discovery of Witches
  - Fear the Walking Dead
  - NOS4A2
  - Preacher
  - Supernatural
  - What We Do in the Shadows

### Années 2020
- 2021 : The Walking Dead
  - Creepshow
  - Evil
  - Fear the Walking Dead
  - Lovecraft Country
  - Servant
  - What We Do in the Shadows

- 2022 : The Walking Dead
  - Saison 10 d'American Horror Story
  - Chucky
  - Fear the Walking Dead
  - From
  - What We Do in the Shadows

- 2024 : The Last of Us
- 2025 : From
  - Entretien avec un vampire (Interview with the Vampire)
  - Creepshow
  - Evil
  - Grotesquerie
  - Teacup
  - The Walking Dead: Daryl Dixon